# Francesco Pellegrini
Francesco Pellegrini, noto come Maestro Pellegrini (Livorno, 27 agosto 1984), è un polistrumentista e cantautore italiano, chitarrista del gruppo rock toscano Zen Circus.

## Biografia

### Gli studi
Membro della dinastia musicale Pellegrini-Vianesi, è figlio del jazzista Andrea Pellegrini con il quale collabora come fagottista (Memorial Claudio Lolli 2019 con Paolo Capodacqua, Duo Magenta Maestri Pellegrini).
Ha studiato contrabbasso jazz presso la Scuola di Musica Giuseppe Bonamici di Pisa; inoltre saxofono e poi fagotto con Paolo Carlini presso l'Istituto superiore di studi musicali Pietro Mascagni di Livorno diplomandosi nel 2022 con una tesi sul contributo del fagotto e dei fagottisti alle musiche del secondo Novecento e contemporanee.

### Gli esordi
Dopo le prime esperienze in ambito rock con i livornesi Unità Tre (Giorgio Mannucci, Francesco Pellegrini, Dario Solazzi, Alessio Carnemolla) e altre esperienze artistiche giovanili ha formato i successivi The Walruscon gli stessi musicisti pubblicando 2 CD. È entrato poi a far parte dei Criminal Jokers insieme a Francesco Motta e Simone Bettin; con questa formazione e altri musicisti ha lavorato con Nada e con Andrea Appino (The Zen Circus). Ha poi inciso e collaborato con altri artisti italiani tra cui Bobo Rondelli, Il Pan del Diavolo, Enrico Gabrielli, Dardust, Mobrici e, come fagottista, con FASK Fast Animals and Slow Kids.

### Con i Zen Circus e l'esordio da solista
Dal 2017 suona stabilmente con gli Zen Circus che lo hanno ribattezzato "Maestro Pellegrini" e con i quali ha partecipato a tre edizioni del Concerto del Primo Maggio a Roma (2018, 2019 e 2021) e al Festival di Sanremo 2019 nella categoria Big con il brano L’amore è una dittatura.
Dopo il primo tour del 2019, "Canzoni che non esistono tour" in solo e in duo con Andrea Pellegrini , dal 2021 è attivo sulla scena nazionale anche con il proprio progetto legato al disco Fragile Per Pianoforte e Voce (v.). Vive a Milano.

## Discografia

### Solista

#### Album in studio
- 2020 – Fragile (Black Candy Produzioni BC107)[12]
- 2021 - Fragile per pianoforte e voce, Maestro Pellegrini con Andrea Pellegrini (Black Candy Produzioni BC117, Warner Chappel Music) [13]

### Con i The Walrus
- 2008 – Never Leave Behind Feeling Always Like a Child (Garrincha Dischi, Tomobiki Music)
- 2012 – Hanno ucciso un robot (Garrincha Dischi, Venus distribuzione)

### Con i Criminal Jokers
- 2009 – This Was Supposed to Be the Future (Ice For Everyone, Infecta ICE31CD)
- 2012 – Bestie (42 Records, Audio Globe Cd 42-020)

### Con i Mandrake
- 2015 – Dancing with Viga (Promorama, Riff Records, Rock Contest Records RFF027)

### Con gli Zen Circus

#### Album in studio
- 2016 – La terza guerra mondiale - chitarra in L'anima non conta (Believe, La Tempesta Dischi LTD101/16) [14]
- 2018 – Il fuoco in una stanza (Woodworm, Sony ATV WW062CD)
- 2020 – L'ultima casa accogliente (Woodworm, La Tempesta Dischi)
- 2022 -  Cari fottutissimi amici (Capitol / Universal)

#### Compilation
- 2019 – L'amore è una dittatura in Sanremo 2019
- 2019 – Hotel Supramonte in Faber nostrum

### Collaborazioni

#### Con Appino
- 2015 – Grande raccordo animale – chitarre (Sony, La Tempesta Dischi, Picicca Dischi)

#### Con Bobo Rondelli
- 2015 – Come i carnevali – chitarre (Picicca, Sony Music PIC017)
- 2017 – Anime storte – chitarre in Su questo fiume (Sony, Labianca, The Cage)

#### Con Erin Kleh
- 2016 – Little Torch – fagotto in Couldn't

#### Con il Quartetto di Livorno di Andrea Pellegrini
- 2016 – Fino all'ultimo minuto. Le musiche di Piero Ciampi in jazz – Premio Ciampi, Quartetto di Livorno. Fagotto in Fino all'ultimo minuto e in Barbara non c'è (improvvisazione)[15][16]

#### Con Francesco Motta
- 2018 – Vivere o morire – fagotto in Ed è quasi come essere felice e Per amore e basta (Sugar, Woodworm, distr. A1 Entertainment)